# Lycodes japonicus
Lycodes japonicus är en fiskart som beskrevs av Kiyomatsu Matsubara och Iwai, 1951. Lycodes japonicus ingår i släktet Lycodes och familjen tånglakefiskar. Inga underarter finns listade i Catalogue of Life.